# Privatradiogesetz (Österreich)
Das in Österreich geltende Bundesgesetz, mit dem Bestimmungen für privaten Hörfunk erlassen werden (Privatradiogesetz; PrP-G) ist seit 1. April 2001 in Kraft und regelt das Recht für den Betrieb von Privathörfunksender.

## Ursprünge des Gesetzes
Die Geschichte des Hörfunks in Österreich geht bis ins Jahr 1924 zurück. Dies gilt allerdings nur für öffentliche Radiosender. Privatradiosender haben ihren Ursprung erst mit dem Inkrafttreten des Regionalradiogesetzes 1994. Davor haben private Sender aus dem Ausland nach Österreich übertragen. Das Gesetz wurde aufgrund eines Urteils des Europäischen Gerichtshofs für Menschenrechte in Straßburg erlassen, da Österreich gegen Artikel 10 der Europäischen Menschenrechtskonvention (Recht auf freie Meinungsäußerung) verstoßen hatte. Der erste private Radiosender Antenne Steiermark geht am 22. September 1995 auf Sendung.
Nach weiteren Aufhebungen des Gesetzes durch den Verfassungsgerichtshofs und dem Anliegen, dass die Regulierungsbehörde neu aufgestellt und organisiert werden soll, wurde am 31. Jänner 2001 das neue Privatradiogesetz im Nationalrat beschlossen. Am 1. August 2004 tritt die erste Novelle in Kraft. Dabei wird die tatsächliche Grundlage für bundesweite Privatradiosender gelegt, indem die Beteiligungsbeschränkung von Medieninhabern geändert wird.

## Gliederung
Es gliedert sich folgendermaßen:

### 1. Abschnitt: (§§ 1–2)
Allgemeines: Dieses Bundesgesetz regelt die Veranstaltung von Hörfunkprogrammen auf drahtlosem terrestrischem Weg (terrestrischer Hörfunk), in Kabelnetzen (Kabelhörfunk) und über Satellit (Satellitenhörfunk).Zweck dieses Bundesgesetzes ist die Weiterentwicklung des dualen Rundfunksystems durch Förderung des privaten kommerziellen und nichtkommerziellen Hörfunks. Das ORF-Gesetz, BGBl. Nr. 379/1984, bleibt unberührt. § 1
Begriffsbestimmungen nach § 2:
Hörfunkveranstalter ist jener, der Hörfunkprogramme erstellt und an Dritte verbreitet.

Übertragungskapazität sind die technischen Parameter, die für die Ausstrahlung notwendig sind.

### 2. Abschnitt: (§§ 3–6)
Zulassung: Eine Zulassung für die Übertragung von analogen sowie digitalen terrestrischen Hörfunk erhält man für 10 Jahre von der Regulierungsbehörde, wenn man in Österreich niedergelassen ist. Weiters gibt es mehrere Gründe, warum eine Zulassung erlischen kann, unter anderem, wenn während eines Jahres kein regelmäßiger Senderbetrieb erfolgt ist. § 3
Versuchsweise Nutzung digitaler Übertragungskapazitäten § 4
Antrag auf Zulassung: Ein Antrag auf Zulassung kann jederzeit bei der Regulierungsbehörde eingereicht werden. Dabei muss unter anderem von juristischen Personen die Satzung oder der Gesellschaftsvertrag vorhanden sein, der Nachweis über die Kriterienerfüllungen für Hörfunkveranstalter sowie ein Plan über die Art der Verbreitung. § 5
Auswahlgrundsätze für analogen terrestrischen Hörfunk § 6
Anzeige von Kabelhörfunkveranstaltungen § 6a
Änderungen bei Satellitenprogrammen und digitalen terrestrischen Programmen § 6b

### 3. Abschnitt: (§§ 7–9)
Hörfunkveranstalter: Hörfunkveranstalter oder ihre Mitglieder müssen österreichische Staatsbürger oder juristische Personen oder Personengesellschaften des Handelsrechts mit Sitz im Inland sein. (§ 7 Z 1)
Ausschlussgründe: Ausschlussgründe von Hörfunkverstaltungen sind juristische Personen des öffentlichen Rechts, der österreichische Rundfunk, ausländische Rechtspersonen sowie juristische Personen, die an den zuvor genannten Rechtsträger beteiligt sind. (§ 8)
Beteiligungen von Medieninhabern: Bei mehreren Zulassungen pro Person oder Personengesellschaft darf sich das Versorgungsgebiet nicht überschneiden. Innerhalb eines Medienverbundes darf das Versorgungsgebiet nicht größer als 12 Millionen Einwohner betragen, einer Person dieses Medienverbundes maximal 8 Millionen. Weiters darf nur max. 2 analog terrestrische, 2 digitale terrestrische und 1 terristrischer Hörfunkprogramm sowie 2 terrestrische Fernsehprogramme von einer Person oder Personengesellschaft einem Medienverbund versorgt werden. (§ 9)

### 4. Abschnitt: (§§ 10–15)
Frequenzzuordnung für analogen terrestrischen Hörfunk: Die Frequenzzuordnung wird durch die Regulierungsbehörde unter bestimmten Kriterien vergeben. (§ 10)
Überprüfung der Zuordnung analoger Übertragungskapazitäten: Die Zuordnung der analogen Übertragungskapazitäten werden laufend von der Regulierungsbehörde überprüft und wenn eine Übertragungskapazität länger als 2 Jahre nicht regelmäßig zur Programmverbreitung genutzt wird, wird diese entzogen. (§ 11)
Zuordnung neuer analoger Übertragungskapazitäten: Neue, noch zuvergebene Übertragungskapazitäten werden auf Antrag unter den Kriterien in § 10 durch die Regulierungsbehörde vergeben. Der Antrag muss unter anderem den geplanten Sendestandort, die geplante Frequenz, die Sendestärke und die Antennencharakteristik enthalten. Außerdem muss die voraussichtlich erzielte technische Reichweite (Wohnbevölkerung) angegeben werden. (§ 12)
Ausschreibung von analogen Übertragungskapazitäten § 13
Frequenzbuch: Die Regulierungsbehörde führt laufend ein Frequenzbuch. (§ 14)
Ausschreibung einer Multiplex-Plattform für digitalen terrestrischen Hörfunk § 15
Auswahlgrundsätze § 15a
Erteilung der Zulassung und Auflagen für den Multiplex-Betreiber § 15b

### 5. Abschnitt: (§§ 16–22)
Programmgrundsätze: Aufgrund der definierten Programmgrundsätzen muss das Programm objektiv und der Meinungsvielfalt entsprechen und darf keine pornographischen oder gewaltverherrlichen Inhalte haben. Das Leben im Versorgungsgebiet muss ordnungsgemäß dargestellt werden und die Sendungen müssen die Menschenwürde und die Grundrechte anderer wahren. Nachrichten müssen ordnungsgemäß geprüft werden und den journalistischen Grundsätzen entsprechen. (§ 16)
Übernahme von Sendungen anderer Hörfunkveranstalter: Sendungen von anderen Hörfunkveranstalter (sowohl ORF als auch Privatradiosender) dürfen höchstens 80 vH von der täglichen Sendezeit übernommen werden. Die zeitgleiche Übernahme von Sendungen, Sendereihen und Teilen von Sendungen des Programms einer bundesweiten Zulassung ist unzulässig. Werbefreie unmoderierte Musiksendungen dürfen ohne diese Beschränkungen übernommen werden. (§ 17)
Aufrufe in Krisen- und Katastrophenfällen: In Krisen- und Katastrophenfällen muss dem Betroffenen oder den Behörden für Aufrufe die notwendige Sendezeit unentgeltlich zur Verfügung stellen. § 18
Werbung: Werbesendungen […] dürfen im Jahresdurchschnitt die tägliche Dauer von insgesamt 172 Minuten nicht überschreiten, wobei Abweichungen von höchstens 20 vH pro Tag zulässig sind. Davon sind Werbungen für eigene Sendungen sowie Sendungen für die Öffentlichkeit und kostenlose Spendenaufrufe nicht betroffen. Tabakwaren- und Spirituosenwerbungen sind verboten. Werbung muss leicht von anderen Programmteilen erkennbar sein und darf nicht irreführend sein. Sie darf auch nicht von Personen vorgetragen werden, die üblicherweise Nachrichten berichten. § 19
Werbung für Arzneimittel: Werbung für Arzneimittel und für therapeutische Behandlungen, die nur auf ärztliche Verordnung erhältlich sind, ist untersagt. § 20
Unabhängigkeit der redaktionellen Mitarbeiter § 21
Sonstige Pflichten des Hörfunkveranstalters § 22

### 6. Abschnitt: (§ 23)
Stellungnahmerecht: Nachdem ein Antrag auf Zulassung erstellt wurde, muss die jeweilige Landesregierung des Versorgungsgebiets darüber informiert werden und diese kann innerhalb von 4 Wochen eine Stellungnahme dazu abgegeben. § 23

### 7. Abschnitt: (§§ 24–28a)
Rechtsaufsicht: Die Rechtsaufsicht über die Hörfunkveranstalter im Sinne dieses Bundesgesetzes obliegt der Regulierungsbehörde. § 24
Beschwerden § 25
Entscheidung § 26
Verwaltungsstrafbestimmungen § 27
Verfahren zum Entzug und zur Untersagung § 28
Änderung des Programmcharakters § 28a

### 8. Abschnitt: (§§ 28b-28d)
Bundesweite Zulassung für analogen terrestrischen Hörfunk: Um eine bundesweite (min. 60 vH der österreichischen Bevölkerung) Zulassung zu privaten Hörfunkveranstaltungen zu erhalten, hatte man bis zum 30. April 2005 und danach in zweijährigen Intervallen die Möglichkeit einen Antrag bei der Regulierungsbehörde zu stellen. § 28b
Voraussetzungen für die Erteilung einer bundesweiten Zulassung: Nachweis über die Eintragung einer Kapitalgesellschaft im Firmenbuch zur Veranstaltung von bundesweiten terrestrischem Hörfunk […] sowie die notwendigen Urkunden müssen an die Regulierungsbehörde übergeben werden. Weiters müssen Voraussetzungen über die Kapitelbeschaffung und -verfügbarkeit erfüllt werden. § 28c
Sonderregelungen für bundesweite Zulassungen § 28d

### 9. Abschnitt: (§§ 29–33)
Anwendung anderer Bundesgesetze § 29
Anwendung des AVG und des VStG § 30
Vollziehung § 31
Übergangsbestimmungen § 32
Dieses Bundesgesetz tritt mit 1. April 2011 in Kraft. § 33 